# Julio Fernández Techera
Julio Fernández Techera (Montevideo, 15 de julio de 1966) es un sacerdote católico, historiador y educador uruguayo. 

## Biografía
Ingresó a la Compañía de Jesús el 3 de marzo de 1986 y fue ordenado sacerdote el 30 de julio de 1999. Es rector de la Universidad Católica del Uruguay desde 2016. Previamente fue el director de su Departamento de Educación, entre 2012 y 2016. La Educación es su pasión y su área de especialidad, en especial la gestión de instituciones educativas.
Es doctor en Filosofía y Ciencias de la Educación de la Universidad Complutense de Madrid, licenciado en Ciencias Históricas por la Universidad de la República, licenciado en Teología y licenciado en Estudios Eclesiásticos por la Universidad Pontificia Comillas de Madrid. Su tesis doctoral fue publicada con el nombre Jesuitas, Masones y Universidad en el Uruguay. 
Fue director de Bachillerato del Colegio Seminario de Montevideo de 2003 a 2007 y Director Académico de todo el colegio de 2007 a 2011. Desde septiembre de 2014 hasta febrero de 2018 fue director Ejecutivo de Fundación Sophia y desde entonces es vicepresidente ejecutivo de la organización. La Fundación Sophia es una organización sin fines de lucro de la Arquidiócesis de Montevideo, que lleva una red de 26 colegios en barrios vulnerables y pequeños pueblos del interior del país.

## Publicaciones
- Colegio Seminario. Recuerdos en Blanco y Negro, 1880-2005 (con Verónica Leone)
- Preparatorios del Seminario. Memorias de 60 años, 1942-2002 (con Carolina Greising, Inés Cuadro y Beatriz Fernández)
- Jesuitas, Masones y Universidad en el Uruguay. Tomo I: 1680-1859 (ISBN 97448127-9)
- Jesuitas, Masones y Universidad en el Uruguay. Tomo II: 1860-1903. (ISBN 978-9974-481-27-5)

La educación esta en una situación que no es de estancamiento, sino de varias décadas de decadencia del sistema.
 Julio Fernández, noviembre de 2016.